# Ånableikja
Ånableikja est une île norvégienne du comté de Vestland appartenant administrativement à Bømlo.

## Description
Rocheuse et désertique, elle s'étend sur environ 41 m de longueur pour une largeur approximative de 32 m. Elle compte une habitation.